# Pedro Sucías Aparicio

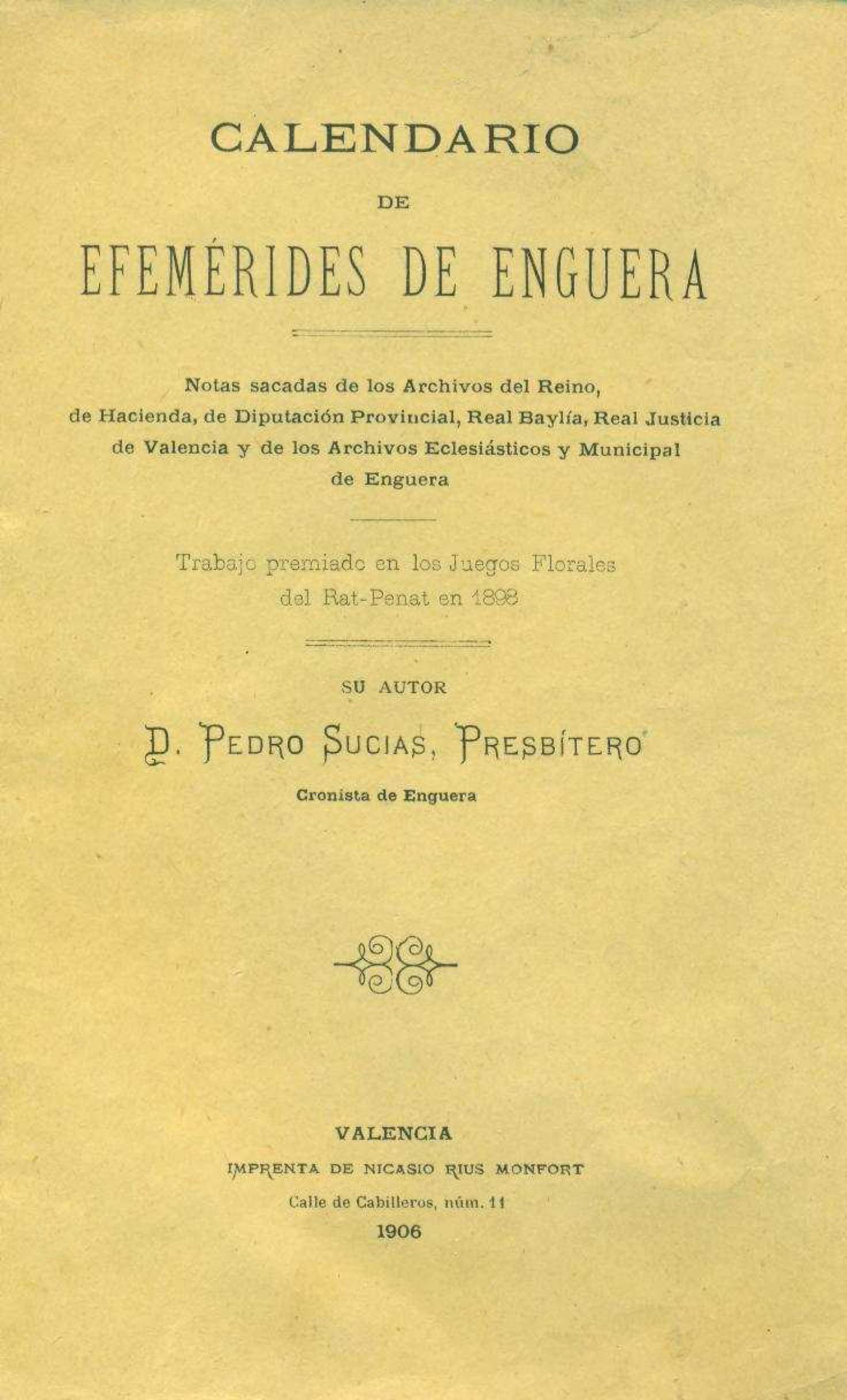
Portalada del llibre «Calendario de Efemérides de Enguera», de Pedro Sucías (1906). Aquest llibre fou premiat als Jocs Florals de «Lo Rat Penat» l'any 1898.

Pedro Sucías Aparicio (Enguera, 1844 - València, 1917) fou un eclesiàstic i historiador valencià. Destacà per l'amplitud de les seues investigacions històriques, des de l'arqueologia fins al treball en diferents arxius parroquials del territori valencià, molts dels quals van ser destruïts durant els primers moments de la Guerra Civil (1936). També s'interessà pel folclor de la ruralia valenciana. Deixà moltes obres inèdites, algunes de les quals inclouen dibuixos i croquis, i les va donar a l'Arxiu Municipal de València, on es poden consultar actualment. Cal dir que la importància i la utilitat d'alguns dels seus escrits rau en la desaparició de les fonts eclesiàstiques originals que va consultar.

## Obres

### Obra publicada
- Efemérides de Enguera (1906)

### Obres inèdites
- Apuntes históricos de la villa de Enguera
- Historia de Enguera y de los pueblos de su distrito
- Notas útiles para escribir la historia de la Catedral de Valencia
- Notas útiles para la historia del reino de Valencia (cap al 1910)
- Monografías de casi todos los pueblos de Valencia
- Anales históricos de Valencia
- Justificantes de la Historia de Valencia
- Historia de Villanueva de Castellón

## Galeria d'imatges

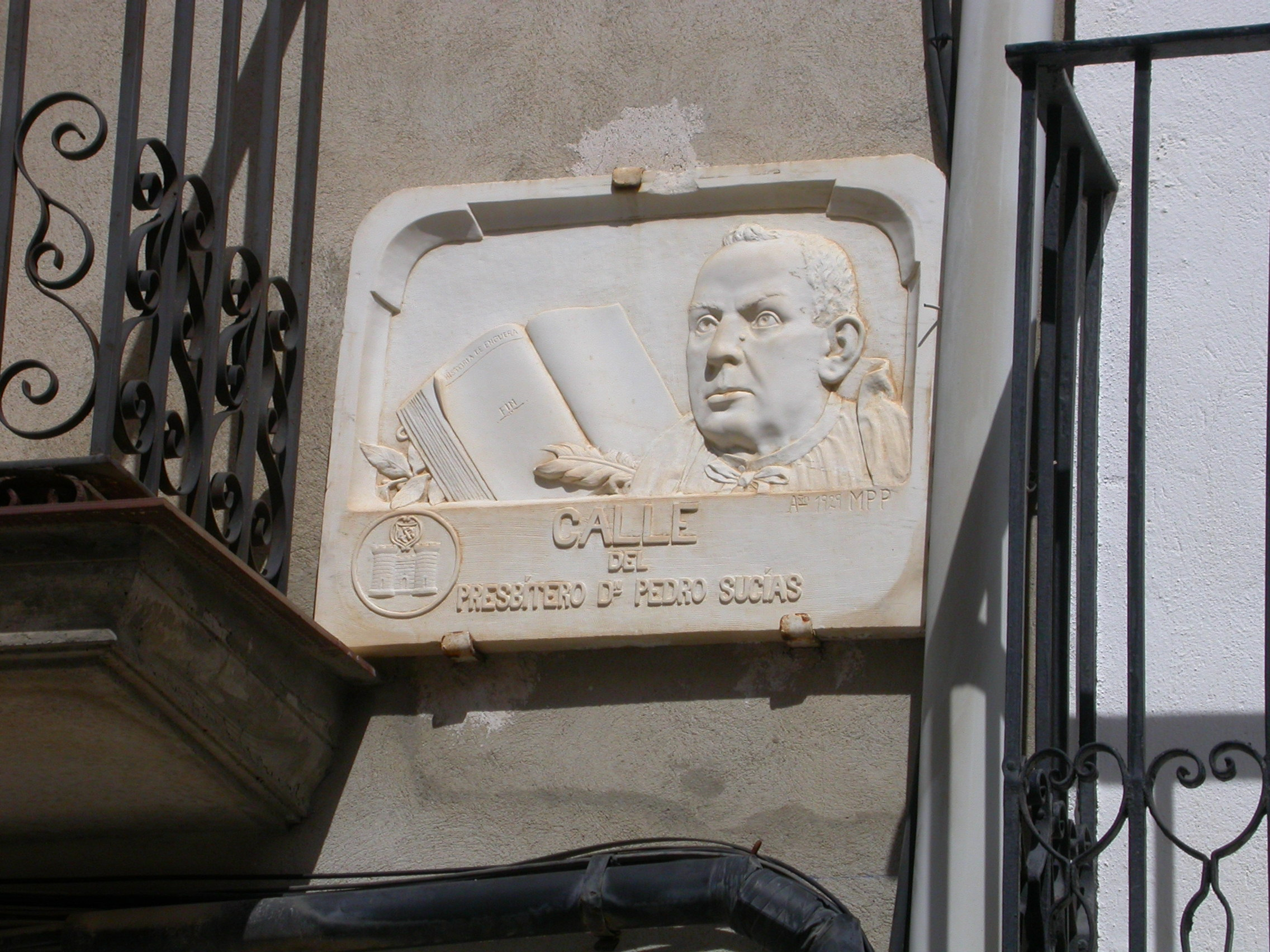
Placa dedicada a Pedro Sucías a Énguera (La Canal de Navarrés, País Valencià)
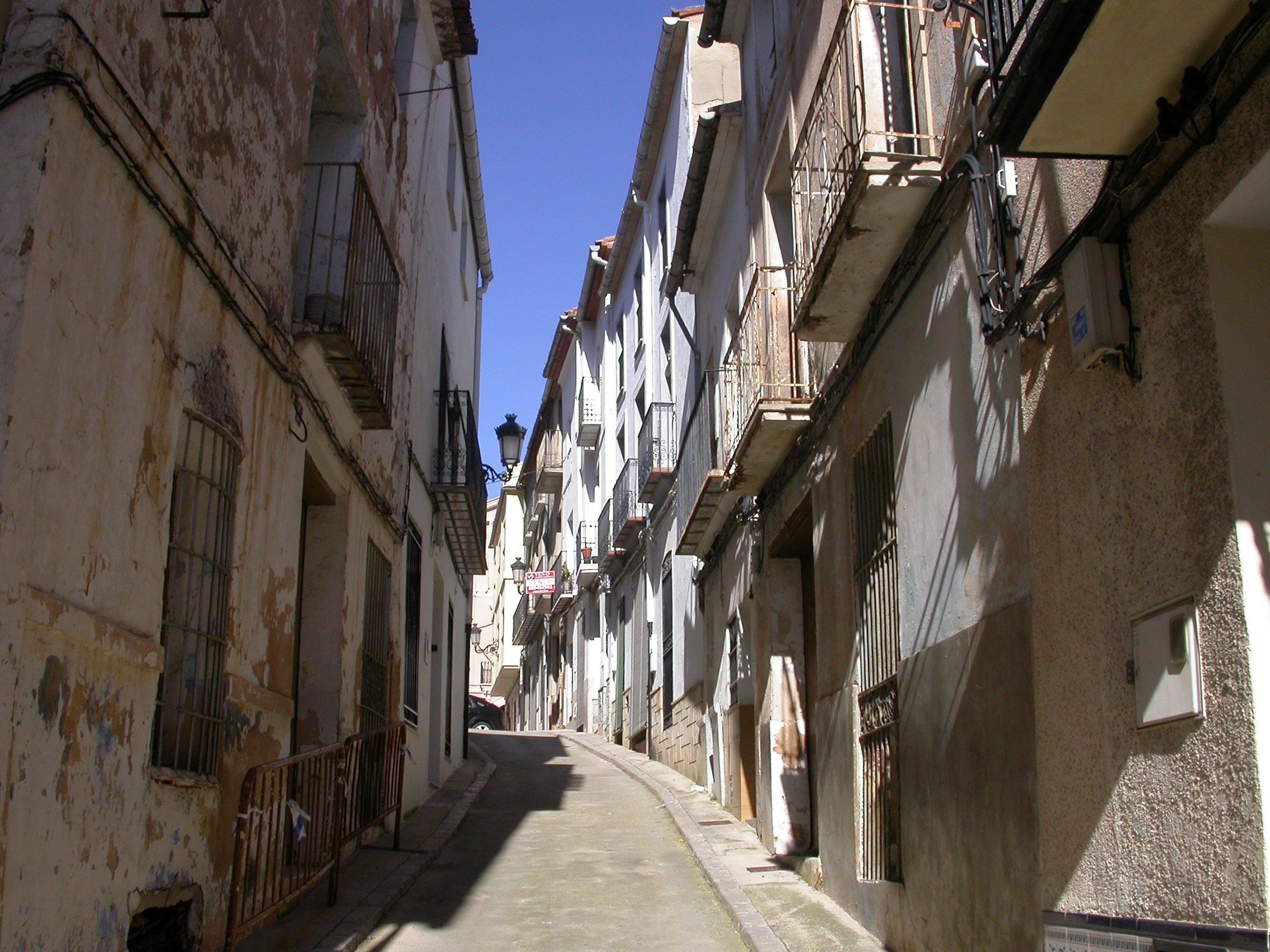
Carrer dedicat a Pedro Sucías a la seua localitat natal, Énguera